# Hermann Graedener
Hermann Graedener (Quiel, 8 de maio de 1844 - 15 de setembro de 1929) foi um compositor, maestro e professor alemão.

## Biografia
Hermann Graedener nasceu em Quiel, Alemanha. Ele foi educado por seu pai, o compositor Karl Graedener. Ele então estudou no Conservatório de Viena. Em 1862 ele foi organista em Viena, e em 1864 ele foi violinista da orquestra da Corte. Graedener lecionou no Conservatório de Viena entre 1877 até 1913. Entre 1882 até 1896 ele foi o diretor da Academia de Músicos de Viena. Ele morreu em Viena.